# 伊斯蘭一千周年清真寺
伊斯蘭一千周年清真寺 （俄语：Мечеть 1000-летия принятия Ислама），簡稱周年清真寺，又稱卡班湖外清真寺（俄语：Закабанная мечеть），是俄羅斯韃靼斯坦共和國首府喀山一家清真寺。
和喀山大部份、位於卡班湖西岸韃靼人社區的清真寺不同，此寺位於俄羅斯人社區。
清真寺設計於1914年，為紀念922年、伊斯蘭教傳入伏爾加保加利亞一千周年。清真寺於1924年至1926年間興建，1930年代因蘇聯的鎮壓政策而關閉。1991年重開。